# Mölschbach
Mölschbach ist ein im Pfälzerwald liegender Ortsbezirk der kreisfreien Großstadt Kaiserslautern in Rheinland-Pfalz. Bis 1969 war er eine selbständige Gemeinde.

## Geographie

### Lage
Mölschbach liegt im Zentrum des Naturparks Pfälzerwald in 334 Metern über Normalnull und ist der kleinste Ortsbezirk Kaiserslauterns. Bei Mölschbach ist die räumliche Trennung von den städtisch geprägten Siedlungen Kaiserslauterns am ausgeprägtesten. Zum Stadtteil gehört außerdem der südlich des Kernortes gelegene Wohnplatz Eulenmühle.

### Erhebungen und Gewässer
Im Südosten der Gemarkung erhebt sich der 459,8 Meter hohe Eulenkopf. Durch Mölschbach fließt in Ost-West-Richtung der Aschbach, der in diesem Bereich Rambach heißt. Vor Ort nimmt er von links den Eulenmühlenbach auf.

## Geschichte
Der Ort wird erstmals 1222 in einer Urkunde des Paulusstifts Worms genannt, als dessen Dekan den Zehnten in Hochspeyer und seiner Filiale Mölschbach dem Kloster Höningen überließ.
Seit dem 14. Jahrhundert gehörte Mölschbach, als Teil der sogenannten Wirichshube, zur Herrschaft Wilenstein der Grafschaft Falkenstein.
Wilhelm Wirich von Daun-Falkenstein verkaufte die Grafschaft Falkenstein 1667 an Herzog Karl IV. von Lothringen, wodurch das Gebiet später an das Oberamt Winnweiler des habsburg-lothringischen Reichsteils Vorderösterreich fiel. Vor dem Verkauf der Grafschaft Falkenstein an Lothringen hatte Wilhelm Wirich von Daun-Falkenstein jedoch bereits 1664 die Wirichshube mit Mölschbach separat an die Kurpfalz abgetreten, die darauf Anspruch erhob, das Gebiet in Besitz nahm und es 1716 als Erblehen auf den Freiherrn Ludwig Anton von Hacke übertrug. Dieser begründete dort ein eigenes Territorium mit dem Hauptort Trippstadt, wo sich die Familie ein Schloss erbaute. Die Ansprüche auf die Wirichshube blieben jedoch bis zum Ende der Feudalzeit zwischen Österreich und Kurpfalz umstritten.
Von 1798 bis 1814, als die Pfalz Teil der Französischen Republik (bis 1804) und anschließend Teil des Napoleonischen Kaiserreichs war, war Mölschbach in den Kanton Kaiserslautern eingegliedert und unterstand der Mairie Trippstadt. 1815 hatte die Gemeinde insgesamt 358 Einwohner. Im selben Jahr wurde die Gemeinde erneut Österreich zugeschlagen. Bereits ein Jahr später wechselte der Ort wie die gesamte Pfalz in das Königreich Bayern. Von 1818 bis 1862 gehörte er dem Landkommissariat Kaiserslautern an; aus diesem ging das Bezirksamt Kaiserslautern  hervor.
Ab 1939 war die Gemeinde Bestandteil des Landkreises Kaiserslautern. Nach dem Zweiten Weltkrieg wurde Mölschbach innerhalb der französischen Besatzungszone Teil des damals neu gebildeten Landes Rheinland-Pfalz. Im Zuge der ersten rheinland-pfälzischen Verwaltungsreform wurde Mölschbach am 7. Juni 1969 in die kreisfreie Stadt Kaiserslautern eingegliedert, womit sie den gleichnamigen Landkreis verließ. Aktuell zählt der Ort etwa 1200 Einwohner.

## Religion
Protestantischerseits bildet Mölschbach zusammen mit Trippstadt und Stelzenberg eine Kirchengemeinde.

## Politik

### Ortsbezirk
In der Stadt Kaiserslautern gibt es neun Ortsbezirke. Das trägt der Tatsache Rechnung, dass etwa die Hälfte der Stadtteile eingemeindete Dörfer sind. Einer dieser Ortsbezirke ist Mölschbach.
Bei Landtagswahlen gehört Mölschbach zum Wahlkreis Kaiserslautern II.

### Ortsbeirat
Als Ortsbezirk hat Mölschbach einen Ortsbeirat. Ihm gehören 15 Beiratsmitglieder an, den Vorsitz im Ortsbeirat führt die direkt gewählte Ortsvorsteherin.
Für weitere Informationen zum Ortsbeirat siehe die Ergebnisse der Kommunalwahlen in Kaiserslautern.

### Ortsvorsteher
Jutta Rech (SPD) wurde am 24. Juni 2024 Ortsvorsteherin von Mölschbach. Bei der Direktwahl am 9. Juni 2024 hatte sie sich mit einem Stimmenanteil von 61,0 % gegen einen Mitbewerber durchgesetzt.
Rechs Vorgänger Jörg Walter (SPD) hatte das Amt seit 2007 ausgeübt und war 2024 nicht erneut als Ortsvorsteherkandidat angetreten.

### Gemeindepartnerschaft
Seit 1967 besteht eine Partnerschaft mit dem Ort Douzy in Frankreich, welche sich in den letzten 40 Jahren zu einem freundschaftlichen Verhältnis, mit regelmäßigen gegenseitigen Besuchen von Jugendlichen und Erwachsenen entwickelt hat.

### Wappen
| Wappen von Mölschbach | Blasonierung: „Von Gold und Blau geteilt, oben eine schräglinks gelegte Axt mit rotem Schaft und blauer Klinge, unten ein sechsspeichiges silbernes Rad.“                                           |
| Wappen von Mölschbach | Wappenbegründung: Die Axt in der oberen Hälfte des Wappens steht für Wald- und Forstarbeit. Das Rad in der unteren Hälfte steht für die Grafschaft Falkenstein bzw. für die Grafen von Falkenstein. |

## Kultur

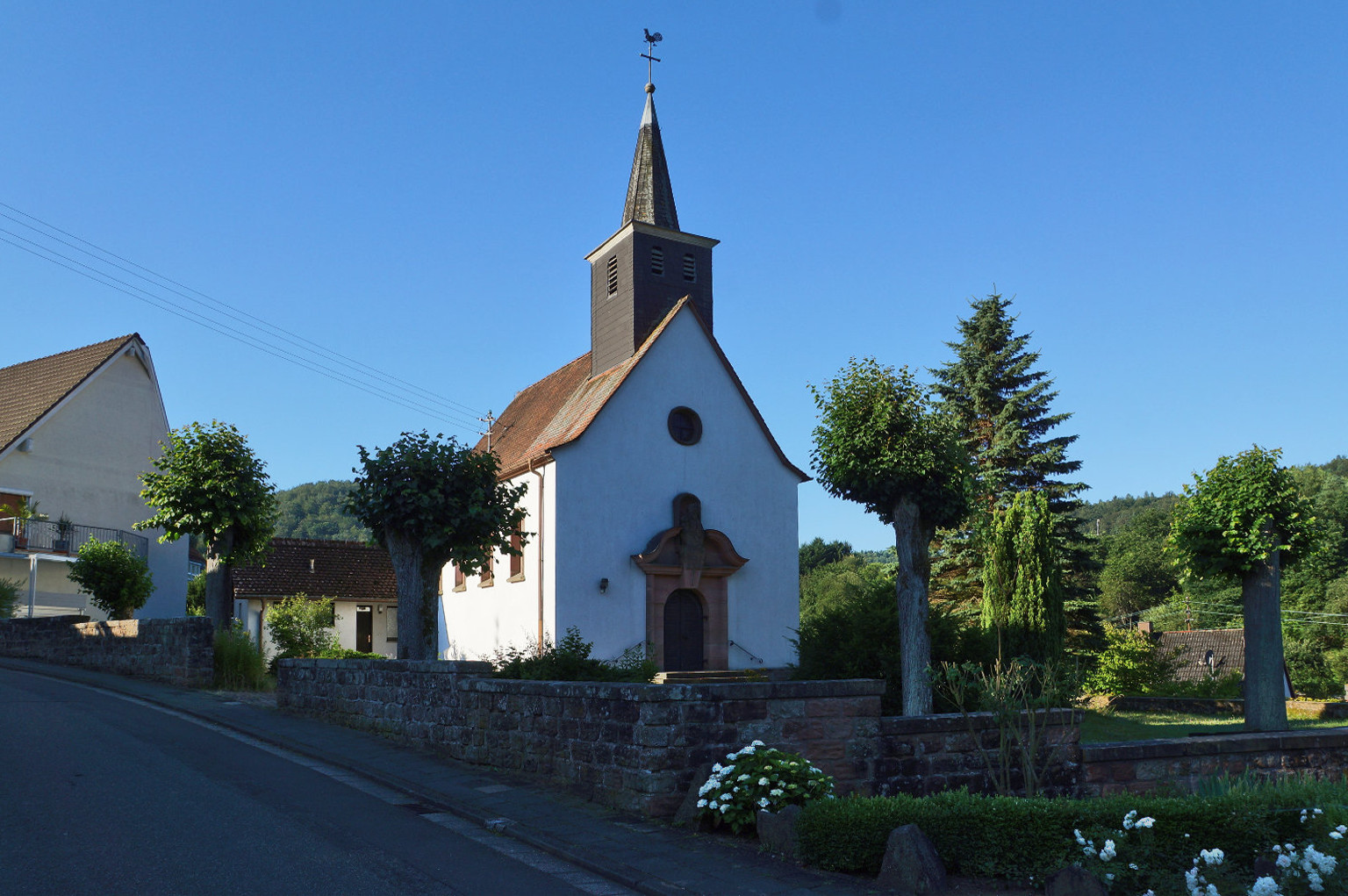
Katholische Kirch St. Blasius

Vor Ort existieren insgesamt fünf Objekte, die unter Denkmalschutz stehen, darunter die katholische Kirche St. Blasius. Im Einzugsgebiet des Ortes befinden sich zudem die Rittersteine 115, 123 und 133.

## Wirtschaft und Infrastruktur

### Wirtschaft
Die berufstätigen Bürger pendeln zum Großteil entweder nach Kaiserslautern oder in Richtung der umliegenden Großstädte Ludwigshafen, Mannheim oder Saarbrücken, um an ihren Arbeitsplatz zu gelangen. In Mölschbach selbest sind lediglich wenige Gewerbe- oder Handwerksbetriebe angesiedelt. Vor Ort existiert der deutschlandweit einzige verbliebene Betrieb zur Herstellung von Fassdauben.

### Verkehr
Der Ort ist über die Bundesstraße 48 mit der etwa 12 km entfernten Stadtmitte von Kaiserslautern verbunden. Zusätzlich ist die Kernstadt von Kaiserslautern mit der Buslinie 106 der SWK Verkehrs-AG von Mölschbach aus erreichbar. Zudem existiert die Nachtbuslinie N6, die zusätzlich bis nach Stelzenberg und Trippstadt führt.

### Organisation
Vor Ort befindet sich eine Station der Feuerwehr Kaiserslautern.

## Persönlichkeiten
- Christoph Dengel (* 1974), Fußballspieler, wuchs vor Ort auf